# 小行星5426
小行星5426（英語：5426 Sharp）是一颗围绕太阳公转的小行星。1985年2月16日，卡罗琳·舒梅克在帕洛马山发现了此天体。
这颗小行星的绝对星等为67.53329407892868等。